# Le Béret

Le Béret est un film muet français réalisé par Léonce Perret et sorti en 1912.

## Fiche technique
- Réalisation, scénario et producteur : Léonce Perret
- Société de production : Société des Etablissements L. Gaumont
- Pays d'origine : France
- Format : Noir et blanc — 35 mm — 1,33:1 — film muet
- Métrage : 167 m
- Dates de sortie : 
  -  France : 1er mars 1912